# Iouri Krylov
Pour les articles homonymes, voir Krylov.
Temple de la renommée russe : 2004
Iouri Nikolaïevitch Krylov (en russe : Юрий Николаевич Крылов ; en anglais : Yuri Krylov), né le 11 mars 1930 à Krasnogorsk en Union soviétique et mort le 4 novembre 1979 à Moscou (Union soviétique) est un joueur de hockey sur glace soviétique.

## Carrière de joueur
Au cours de sa carrière dans le championnat d'URSS, il a porté les couleurs du Dynamo Moscou. Il termine avec un bilan de 344 matchs et 140 buts en élite.

## Carrière internationale
Il a représenté l'URSS à 70 reprises (29 buts) sur une période de cinq saisons entre 1954 à 1959. Il a remporté l'or aux Jeux olympiques de 1956. Il a participé à cinq éditions des championnats du monde pour un bilan de deux médailles d'or et trois d'argent.

## Trophées et honneurs personnels
- URSS
  - 1956 : élu dans l'équipe d'étoiles.

## Statistiques
Pour les significations des abréviations, voir Statistiques du hockey sur glace.

### En équipe nationale
| Année | Équipe | Compétition |   | PJ | B | A | Pts | Pun               |  | Résultat |
| 1954  | URSS   | CM          | 7 | 3  |   | 3 |     | Médaille d'or     |  |          |
| 1955  | URSS   | CM          | 8 | 4  |   | 4 |     | Médaille d'argent |  |          |
| 1956  | URSS   | CM & JO     | 7 | 3  |   | 3 |     | Médaille d'or     |  |          |
| 1958  | URSS   | CM          | 7 | 3  | 1 | 4 | 2   | Médaille d'argent |  |          |
| 1959  | URSS   | CM          | 8 | 2  |   | 2 |     | Médaille d'argent |  |          |